# Lac de la Vecchia
Le lac de la Vecchia (en italien : Lago della Vecchia) est un petit lac situé à proximité du lac du Mont-Cenis, à 2 674 m d'altitude.

## Géographie
C'est un lac d'origine glaciaire situé sur un plateau dominé par le Signal du Clèry (3 312 m) ; son émissaire (le rio Berto) est un tributaire du torrent Cenischia, dans le bassin de la Dora Riparia.
La frontière entre la France et l'Italie, après le Traité de Paris, le traverse du nord-ouest au sud-est en le divisant en deux parties presque égales.
Le refuge Avanzà se trouve près de ce lac.

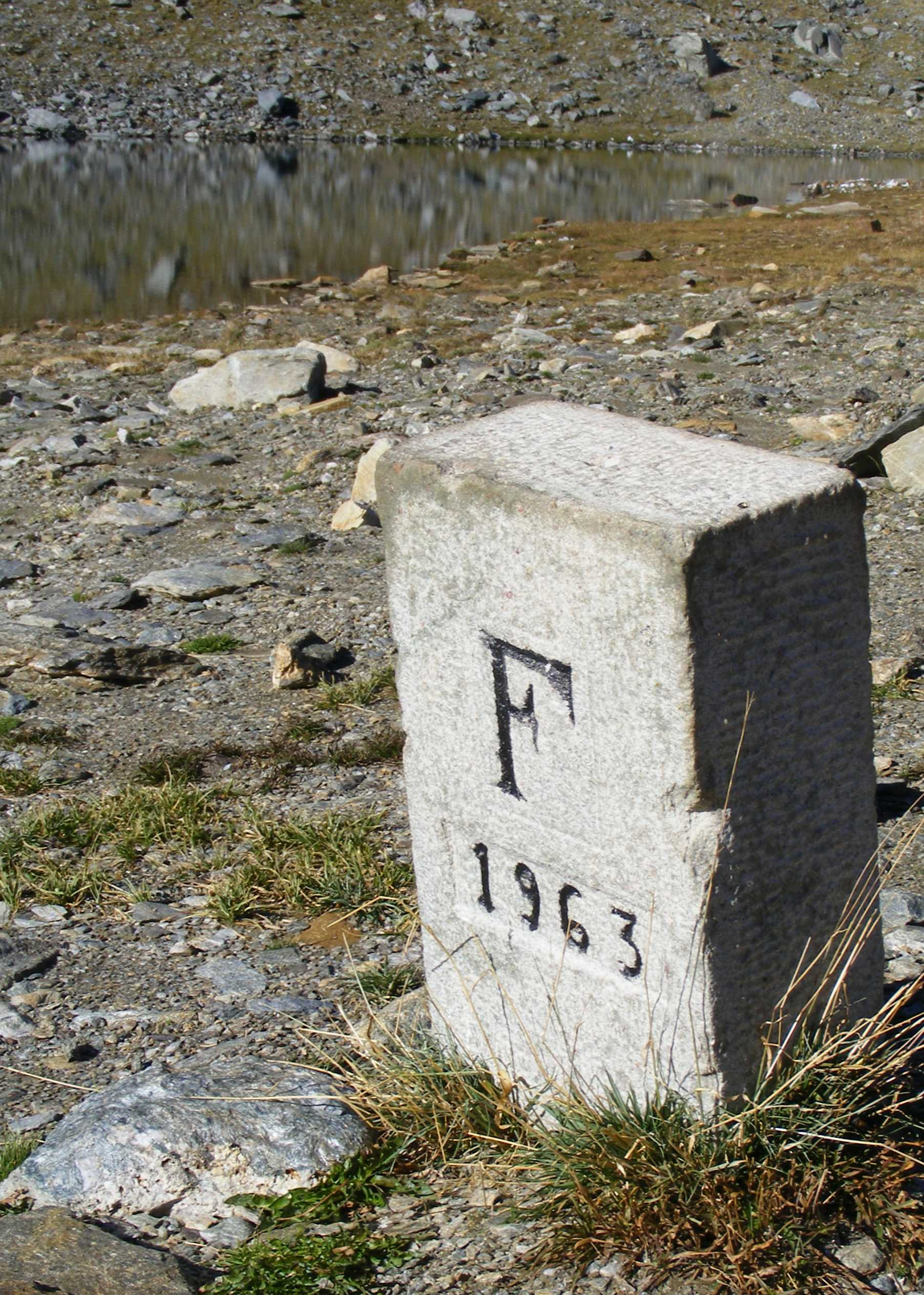
Borne frontière près du lac